# Tituly Panny Marie

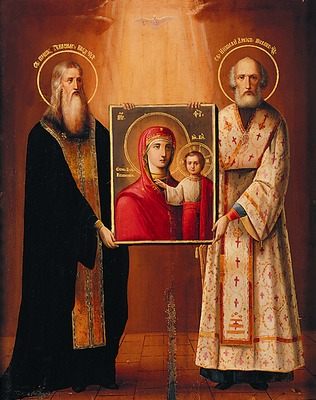
Svatý Mikuláš a svatý Gerasim Jordánský drží ikonu Naší Paní Kazaňské

Marie, matka Ježíše, je známá pod mnoha různými tituly (blahoslavená Matka, Panna Maria, Matka Boží, Svatá Panna), epitety (Mořská hvězda, Královna nebes, Příčina naší radosti), vzývání (Panagia, Matka milosrdenství, Bohorodička, v řečtině Theotokos) a několik jmen spojených s místy (Naše Paní z Loreta, Panna Maria z Fatimy).

## Charakteristika
Všechny tyto popisy odkazují na stejnou ženu jménem Marie, matku Ježíše Krista. Rozdílně je používají římští katolíci, pravoslavní, orientální ortodoxní křesťané a někteří anglikáni.
Některé popisy jsou poetické nebo alegorické nebo mají menší či žádný kanonický status, ale tvoří součást lidové zbožnosti s různým stupněm přijetí církevními autoritami. Bohatá škála mariánských titulů se také používá v hudebních úpravách skladeb jí věnovaných.

## V katolictví
- Panna Maria Ustavičné pomoci
- Panna Maria Samoty
- Panna Maria Sedmibolestná
- Panna Maria Růžencová

## V pravoslaví
- Všech strádajících a zarmoucených radost
- Odigitria